# 5116 Korsør
5116 Korsør eller 1988 EU är en asteroid i huvudbältet som upptäcktes den 13 mars 1988 av den danska astronomen Poul Jensen vid Brorfelde-observatoriet. Den är uppkallad efter den danska staden Korsør.
Asteroiden har en diameter på ungefär 18 kilometer och den tillhör asteroidgruppen Hygiea.